# Саммит (округ, Огайо)
Округ Саммит (англ. Summit County) располагается в штате Огайо, США. Официально образован 3 марта 1840 года. По состоянию на 2010 год, численность населения составляла 541 781 человек.

## География
По данным Бюро переписи США, общая площадь округа равняется 1 087,956 км2, из которых 1 069,024 км2 суша и 18,933 км2 или 1,740 % это водоёмы.

## Население
По данным переписи населения 2010 года в округе проживает 541 781 жителей в составе 222 781 домашних хозяйств и 141 110 семей. Плотность населения составляет 508,00 человек на км2. На территории округа насчитывается 245 109 жилых строений, при плотности застройки около 216,00-ти строений на км2. Расовый состав населения: белые — 80,60 %, афроамериканцы — 14,40 %, коренные американцы (индейцы) — 0,20 %, азиаты — 2,20 %, гавайцы — 0,02 %, представители других рас — 0,50 %, представители двух или более рас — 2,10 %. Испаноязычные составляли 1,60 % населения независимо от расы.
В составе 27,00 % из общего числа домашних хозяйств проживают дети в возрасте до 18 лет, 45,30 % домашних хозяйств представляют собой супружеские пары проживающие вместе, 13,60 % домашних хозяйств представляют собой одиноких женщин без супруга, 36,70 % домашних хозяйств не имеют отношения к семьям, 30,00 % домашних хозяйств состоят из одного человека, 10,80 % домашних хозяйств состоят из престарелых (65 лет и старше), проживающих в одиночестве. Средний размер домашнего хозяйства составляет 2,39 человека, и средний размер семьи 2,98 человека.
Возрастной состав округа: 25,00 % моложе 18 лет, 8,20 % от 18 до 24, 29,60 % от 25 до 44, 23,00 % от 45 до 64 и 14,10 % от 65 и старше. Средний возраст жителя округа 37 лет. На каждые 100 женщин приходится 92,90 мужчин. На каждые 100 женщин старше 18 лет приходится 89,30 мужчин.
Средний доход на домохозяйство в округе составлял 47 926 USD, на семью — 60 849 USD. Доход на душу населения составлял 26 676 USD.